# FC Noah
Football club Noah eller FC Noah till 2019 Football Club Artsakh (armensk: Արցախ Ֆուտբոլային Ակումբ) er en armensk fodboldklub fra Jerevan, der blev dannet den 2017.

## Historiske slutplaceringer
Artsakh FC
| Sæson   | Niveau | Liga         | Placering | Kilde |
| ------- | ------ | ------------ | --------- | ----- |
| 2017-18 | 2.     | 1. liga      | 2.        | [ 1 ] |
| 2018-19 | 1.     | Premier liga | 8.        | [ 2 ] |

FC Noah
| Sæson   | Niveau | Liga         | Placering | Kilde |
| ------- | ------ | ------------ | --------- | ----- |
| 2019-20 | 1.     | Premier liga | 2.        | [ 3 ] |
| 2020-21 | 1.     | Premier liga | 2.        | [ 4 ] |
| 2021-22 | 1.     | Premier liga | 6.        | [ 5 ] |
| 2022-23 | 1.     | Premier liga | 8.        | [ 6 ] |
| 2023-24 | 1.     | Premier liga | 2.        | [ 7 ] |
| 2024-25 | 1.     | Premier liga | 1.        | [ 8 ] |

## Nuværende trup
Pr. 27. april 2019.